# Ersin Karabulut
Pour les articles homonymes, voir Karabulut.
Ersin Karabulut, né le 3 juin 1981 à Eminönü, Istanbul, est un auteur turc de bande dessinée.
Il devient populaire avec sa chronique intitulée Sandık İçi dans le style de la bande dessinée, qu'il commence à réaliser pour le magazine Penguen et qu'il poursuit dans Uykusuz, dont il est l'un des fondateurs. Il publie ses bandes dessinées en Turquie et à l'étranger. Çizgili Tişört et Yeratı Öyküleri sont ses bandes dessinées les plus importantes.

## Biographie
Il naît le 3 juin 1981 à Istanbul de parents enseignants. Il a une sœur de quatre ans son aînée. Son père peint et fait du graphisme pour boucler ses fins de mois. Son intérêt pour la bande dessinée commence dès son enfance. Il est diplômé de l'école primaire Bayrampaşa et du lycée Vatan Anatolian. Son premier dessin est publié dans le magazine Pişmiş Kelle (tr) à l'âge de 16 ans. Ses chroniques sont également publiées dans ce même magazine pendant un certain temps.
Il entre à l'université des beaux-arts Mimar-Sinan, faculté des beaux-arts, département de graphisme pour l'enseignement supérieur. Il commence à dessiner pour le magazine Lombak (tr), puis pour le magazine Penguen au cours de sa deuxième année. Il est d'abord connu pour ses bandes dessinées intitulées Yeraltı Öyküleri qu'il fait pour Lombak, mais devient populaire grâce à sa chronique intitulée Sandık İçi, un style d'histoire comique qu'il a commencé à dessiner dans Penguen. Dans cette chronique, il discute de son projet de vie, de ses propres vérités et des interactions entre les individus, en se référant à ses propres expériences. Son premier livre est publié en 2005 sous le nom de Sandık İçi.
En août 2007, il quitte Penguen avec un groupe d'illustrateurs tels que Yiğit Özgür et Memo Tembelçizer, pour lancer le 5 septembre 2007 un nouveau magazine, Uykusuz (tr). Il y continue sa rubrique Sandık İçi. De temps en temps, il dessine également différentes histoires telles que Sevgili Günlük, Amatör, Yeraltı Öyküleri au lieu de Sandık İçi, et continue à publier ses dessins dans des livres. Il publie les livres Sevgili Günlük (2009), Sandık İçi 2 (2011) et Amatör (2012), qui sont la suite de la série Sandık İçi.
En 2016, Çizgili Tişört, une bande dessinée à suspense, est publiée. Les critiques déclarent que Karabulut a apporté un nouveau souffle à la bande dessinée avec son Çizgili Tişört. Après les 25 épisodes de Çizgili Tişört, il continue pendant un moment à dessiner la rubrique intitulée Sandık İçi dans Uykusuz. Sandık İçi 3 sort en 2017.
Ses dessins sont publiés sous le titre de Yeraltı Öyküleri (« Histoires souterraines ») dans la revue française Fluide glacial. Il fait trois premiers albums en français nommés Contes ordinaires d'une société résignée (2018), Jusqu'ici tout allait bien (2020) et Journal inquiet d'Istanbul, tome 1 (2022) créés par la compilation de ses œuvres. Yeraltı Öyküleri est publié en turc en 2021.

## Ouvrages
- Sandık İçi (« Sur le cœur ») (2005 - Doğan Kitap & 2009 - Mürekkep Yayınları)
- Korkma Ben Varım (Konuk Sanatçı) (« N'ayez pas peur, je suis là (artiste invité) ») (2009 - İletişim Yayınları)
- Sevgili Günlük (« Cher journal ») (2010 - İletişim Yayınları)
- Sandık İçi 2 (« Sur le cœur 2 ») (2011 -  Mürekkep Yayınları)
- Amatör (« Amateur ») (2012 -  Mürekkep Yayınları)
- Çizgili Tişört (« T-shirt rayé ») (2016 -  Mürekkep Yayınları)
- Sandık İçi 3 (« Sur le cœur 3 ») (2017 -  Komik Şeyler)
- Contes ordinaires d'une société résignée [en français] (2018 – Fluide glacial)[5],[6]
- Jusqu'ici tout allait bien... [en français] (2020 – Fluide glacial)[7],[8]
- Yeraltı Öyküleri (« Histoires souterraines ») (2021 -  İnkılâp Kitabevi)
- Journal inquiet d'Istanbul, volume 1 [en français], éditions Dargaud, 2022[9],[10]
- Journal inquiet d'Istanbul, 2007-2017 [en français], éditions Dargaud, janvier 2025 [11]

## Distinctions et récompenses
- 2019 : le magazine Nouvelles d'Arménie lui remet le Trophée du récit dessiné pour son ouvrage Contes ordinaires d’une société résignée (Fluide glacial)[12].
- 2022-2023 : Journal inquiet d’Istanbul (Dargaud) est choisi par les libraires Canal BD pour participer au prix des Libraires de Bande Dessinée 2023 décerné en janvier 2023 lors du Festival international de la bande dessinée d’Angoulême[13].
- 2023 : Journal inquiet d’Istanbul (Dargaud) reçoit le prix 2023 de la bande dessinée Géopolitique - Histoire contemporaine, décerné par le Centre d’instruction naval de Brest et l’association Géopoli’bulles, après le vote de plusieurs lycéens bretons sur une liste présélectionnée de bandes dessinées[14],[15].